# Mường Ham
Mường Ham là một xã thuộc tỉnh Nghệ An, Việt Nam. Xã được hình thành trên cơ sở sáp nhập xã Châu Cường và xã Châu Thái của huyện Quỳ Hợp trong đợt Sáp nhập tỉnh thành Việt Nam 2025.

## Địa lý
Xã Mường Ham có vị trí địa lý:
- Phía Đông giáp xã Quỳ Hợp và xã Châu Lộc;
- Phía Nam giáp xã Mường Chọng;
- Phía Tây giáp xã Bình Chuẩn;
- Phía Bắc giáp xã Châu Hồng.

Xã Mường Ham có diện tích tự nhiên 160,35 km².

## Hành chính và tên gọi
Xã Mường Ham được thành lập theo Nghị quyết số 1678/NQ-UBTVQH15 của Ủy ban Thường vụ Quốc hội Việt Nam, ban hành ngày 16 tháng 6 năm 2025. Theo đó, sắp xếp toàn bộ diện tích tự nhiên, quy mô dân số của xã Châu Cường và xã Châu Thái thuộc huyện Quỳ Hợp trước đây thành một xã mới có tên gọi là xã Mường Ham.
Trước đó, theo Đề án sắp xếp đơn vị hành chính cấp xã tỉnh Nghệ An, xã này là xã Quỳ Hợp 5.
Sau sắp xếp xã có diện tích tự nhiên: 160,35 km², quy mô dân số: 14.257 người.